# Aplocera obsitaria
Aplocera obsitaria là một loài bướm đêm trong họ Geometridae.